# Думка (округ)
Ду́мка (хинди दुमका जिला; англ. Dumka) — округ в индийском штате Джаркханд. Административный центр — город Думка.

## География
Площадь округа — 3716,02 км².

## Демография
По данным всеиндийской переписи 2001 года население округа составляло 1 759 602 человека. Уровень грамотности взрослого населения составлял 47,9 %, что ниже среднеиндийского уровня (59,5 %). Доля городского населения составляла 6,5 %.
По данным всеиндийской переписи населения 2011 года, население округа составляло 1 321 096 человек, что примерно равно населению такой страны, как Маврикий или американского штата Нью-Гэмпшир. В период с 2001 по 2011 год прирост населения составил 19,39%. Уровень грамотности по переписи 2011 года — 62,54 %.

## Экономика
В 2006 году округ Думка вошёл в число 250 наиболее экономически отсталых округов Индии (общее количество округов в то время равнялось 640).

## Образование
В 1992 году в городе Думка был основан университет.